# Transporte urbano en Colombia
El Transporte urbano de Colombia ha sido tradicionalmente manejado por una gran cantidad de empresas comerciales privadas en las grandes ciudades.  Los organismos de control asignan rutas a las diferentes empresas, las cuales sirven las rutas (en ocasiones cambiándolas arbitrariamente) con una variedad de vehículos llamados buses, busetas, microbuses o colectivos de acuerdo a su carrocería.

## Sistemas de metro
En los años 1980 se construyó en Medellín un sistema de Metro, siendo la única ciudad en Colombia que cuenta con este tipo de servicio. En 2004, se inauguró en Medellín el Metrocable, un sistema de Teleférico integrado al Metro de Medellín para cubrir barrios en las montañas nororientales de la ciudad. El Metro de Medellín junto con Metrocable, han generado polos de turismo y desarrollo alrededor de dichos sistemas. Hoy en día es el sistema de transporte masivo de gran capacidad del cual disponen la ciudad y buena parte de su Área Metropolitana; el Área Metropolitana de Medellín está situada al interior del Valle de Aburrá, Como la primera experiencia de transporte masivo moderno en Colombia, el Metro de Medellín corresponde a los planes urbanísticos más elaborados del departamento de Antioquia.
En la actualidad se encuentra en estudio y fase de planeación la construcción de un sistema de Metro de Bogotá para la capital de la república, el cual tendría secciones subterráneas, elevadas y sobre la superficie que inicialmente conectaría el centro con el suroeste, y el noroeste de la ciudad abarcando las rutas de mayor demanda de pasajeros de la ciudad y complementario al sistema Transmilenio, así como al tren de la Sabana, y a un posible tranvía de mediana capacidad sobre vías en las que ya se encuentra funcionando Transmilenio pero que permita abastecer la alta demanda que presenta en la actualidad.
Otras ciudades en fase apenas de discusión donde se contempla la construcción de un sistema de tranvía son: 
- Barranquilla, en donde permita ofrecer un servicio complementario al Transmetro, pero en vías de alta demanda de pasajeros donde este sistema aún no funciona.[3][4]

- Cali también estudia la posibilidad de complementar con un tranvía, el Corredor Verde y el Masivo Integrado de Occidente (MIO).[5]

- Ibagué donde se analizó la posibilidad de un sistema de transporte alterno como el tranvía y se espera la ejecución de estudios.[6]

- Cúcuta ciudad en la que se ha estudiado la posibilidad de un tranvía y que aún no arranca su construcción.[7]

- Cartagena de indias  funciona el servicio público de Transcaribe, que toma diferentes rutas dependiendo a donde se desee llegar.[8]

## Sistemas de buses BRT
El TransMilenio, cuya construcción se inició en 1998, durante la alcaldía mayor de Enrique Peñalosa, inaugurado el 4 de diciembre de 2000 en Bogotá un sistema especial de buses que usa vías exclusivas, estaciones especiales y buses articulados. El sistema TransMilenio, similar al sistema de buses de Curitiba en Brasil, funciona con buses articulados. Hoy en día es el sistema metropolitano de transporte masivo que funciona en la ciudad de Bogotá, Colombia. 
La implementación del sistema TransMilenio trajo para la Capital de Colombia una serie de adecuaciones a nivel de infraestructura, calidad de vida y ordenamiento de las rutas de transporte urbano colectivo, individual y particular, e inclusive, el desarrollo de líneas de acción entre los empresarios del transporte, la autoridad Distrital de tránsito y transporte y la autoridad ambiental.
El mismo tipo de transporte que actualmente se está desarrollando en otras ciudades de Colombia, tales como Pereira, Cali, Barranquilla, Bucaramanga, Cartagena, De la misma manera este sistema se ha extendido a distintas ciudades latinoamericanas como Santiago de Chile en Chile, Lima y Arequipa en Perú, Ciudad de Guatemala en Guatemala, Ciudad de México y Guadalajara en México y varias ciudades en Venezuela incluyendo a Caracas.
El primero de estos sistemas en entrar en operación fue el Megabús de Pereira el 21 de agosto de 2006. El 1 de marzo de 2009, en la ciudad de Cali, entró en operación el sistema MIO, o Masivo Integrado de Occidente, También el 22 de diciembre de 2009 se puso en funcionamiento, en forma pre-operativa en Bucaramanga, Metrolínea, el 10 de julio de 2010 se puso en marcha el Transmetro en Barranquilla, el Metroplús el 22 de diciembre de 2011 en la ciudad de Medellín y por último Transcaribe el 17 de noviembre de 2015 en la ciudad de Cartagena de Indias.

### Sistemas operativos
- El Megabús es el Sistema Integrado de Transporte Masivo de la Área metropolitana de Centro Occidente. Comunica a las ciudades colombianas de Pereira, Dosquebradas y La Virginia, en su etapa inicial, la cual inició su funcionamiento el 21 de agosto de 2006.

- El Masivo Integrado de Occidente (MIO) es un proyecto de servicio público para la ciudad colombiana de Cali. El sistema es operado por buses articulados, padrones y alimentadores los cuales se desplazaran por medio de rutas troncales, petroncales y complementarios. Este sistema fue inaugurado el 15 de noviembre de 2008 en fase de prueba. A partir del 1 de marzo de 2009 empezó su funcionamiento firme.

- La Metrolínea es el Sistema Integrado de Transporte Masivo del Área Metropolitana de Bucaramanga. Que componen las ciudades colombianas de Bucaramanga, Floridablanca, Girón y Piedecuesta su construcción inicio en el año 2006 durante la alcaldía de Honorio Galvis, actualmente se encuentra en su etapa de construcción. Su primera fase fue inaugurada el 22 de diciembre de 2009 con la primera fase del servicio que cubrirá la ciudad de Bucaramanga y el municipio de Floridablanca. Actualmente las otras fases se encuentran en construcción.

- El Transmetro de Barranquilla, oficialmente Sistema Integral del Transporte Masivo de Barranquilla y su Área Metropolitana, es el sistema de transporte masivo que opera en la ciudad colombiana de Barranquilla desde el 7 de abril de 2010. Barranquilla se convertirá así en la quinta ciudad Colombiana (Después de Bogotá, Cali, Pereira y Bucaramanga) en implementar e inaugurar este tipo de sistema de transporte que consiste en buses articulados que viajan por carriles exclusivos de las principales avenidas de la ciudad con paraderos fijos con el objetivo de mejorar la movilidad de la población.

- El Transcaribe de Cartagena es un Sistema Integrado de Transporte Masivo para la ciudad de Cartagena y parte de su área de influencia sobre los municipios vecinos. Se inició el 17 de noviembre con una etapa Pedagógica para enseñarles a los Cartageneros como utilizar este medio de Transporte Masivo.

- El Metroplús es un sistema integrado de transporte masivo para la ciudad de Medellín de buses articulados. A diferencia del resto de sistemas de buses de las demás ciudades colombianas, este sistema está integrado físicamente con el Metro de Medellín, y para tal fin fue diseñado. Se conecta con el metro en las estaciones Hospital, Industriales y Cisneros.[9] Cuenta con estaciones cada 500 metros y los vehículos están unidos por una articulación que les confiere flexibilidad para las calles donde sirven, con una capacidad de 160 personas cada uno; vienen equipados con tres puertas de acceso, caja automática y suspensión neumática que garantiza un viaje cómodo y confortable. Actualmente está en construcción la pretroncal Envigado - Itagui.

Todos sistemas están basados en TransMilenio y planean el avance en infraestructura de las ciudades respectivas a la vez que se ordena el transporte masivo en las mismas y le dan un nuevo aire de urbanismo a dichas ciudades. Además de esto, estos sistemas han hecho reemplazar a los autobuses, busetas y colectivos, muchos de los cuales prestaban un mal servicio a los pasajeros debido a la falta de organización de rutas, flota antigua, ausencia de regulación, entre otras.

### Sistemas futuros
- El Transmusical de Ibagué oficialmente Transporte Masivo y Público de Ibagué es el sistema de transporte masivo que operara en la ciudad con vehículos a gas que cuenta con un total de 290 vehículos en toda el Distrito de Ibagué.[10]

- El Metrobús de Cúcuta es el sistema de transporte masivo que operara en la ciudad. También se ha hablado de un teleférico (denominado comercialmente "MetroCable") que funcionaría como alimentador del MetroBús. Viene siendo un proyecto de diferentes alcaldías desde 2007.[11]

### Sistemas de buses
- El Tupal de Palmira, oficialmente Transporte Unificado de Palmira fue un sistema de transporte masivo que operó en la ciudad con vehículos a gas contó con un total de 50 vehículos en toda la ciudad de Palmira.[12]

- El Palmibus es el sistema de transporte público urbano de la ciudad de Palmira, hace parte del Sistema Integrado de Movilidad Urbana de Palmira (SIMUP) y fue implementado por la administración municipal con el objetivo de modernizar, dignificar y hacer más sostenible el transporte urbano.[13]

### En operación

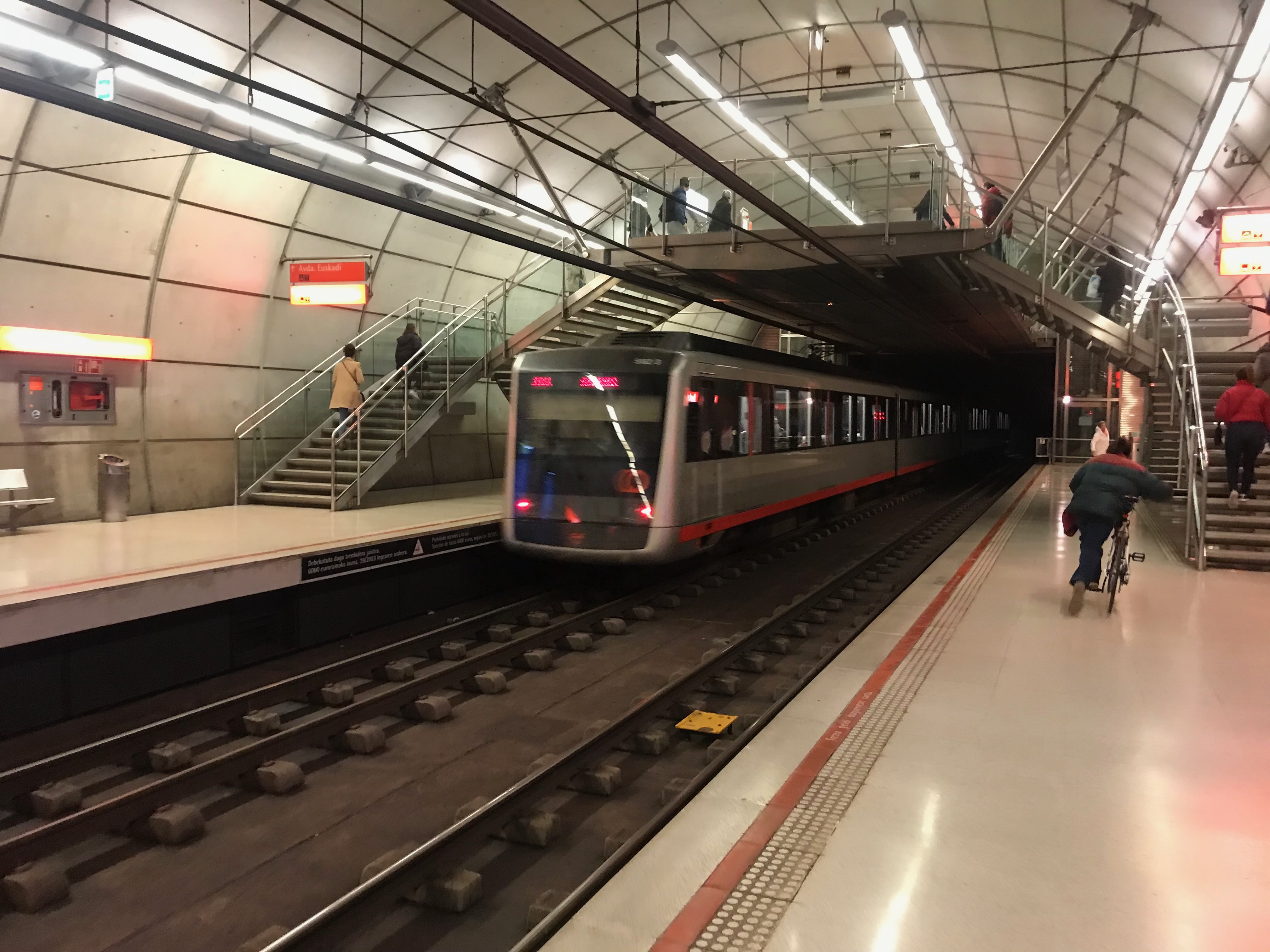
El pasaje de metro de Bilbao cuesta 57 céntimos a 2025 (algo más de 2000 pesos colombianos) gracias a las subvenciones del Gobierno, mucho más barato que los 3200 pesos de Transmilenio, un país en donde se gana mucho menos que España.

| Bogotá       | TransMilenio | 2000 | 148 | 12 | 114.4 km | 440 (2020) |
| Cali         | MIO          | 2008 | 55  | 6  | 39 km    | 178 (2020) |
| Pereira      | Megabús      | 2006 | 30  | 3  | 27 km    | 44 (2022)  |
| Medellín     | Metroplús    | 2011 | 27  | 3  | 26 km    |            |
| Bucaramanga  | Metrolínea   | 2009 | 16  | 2  | 17.3 km  | 55 (2023)  |
| Cartagena    | Transcaribe  | 2015 | 18  | 1  | 15 km    | 32 (2024)  |
| Barranquilla | Transmetro   | 2010 | 18  | 2  | 13.3 km  | 22 (2023)  |
| Notas        |              |      |     |    |          |            |

## Críticas respecto al transporte público en Colombia
En Colombia, el transporte público, es una vía por la que se puede mitigar la problemática de las crecientes congestiones viales en las grandes ciudades, pero el obstáculo que ha existido para que se concrete esta solución, es el alto costo del transporte, en donde el gobierno le interesa poco subsidiar el transporte, que es costoso, y muchas veces la persona de a pie analiza y concluye que le sale más barato pagar la cuota de una moto, que generalmente cuesta un promedio de 2000 pesos que estar pagando pasajes de autobús. Si lo comparamos respecto al costo de transporte en España, en donde el gobierno subsidia el 50% del costo del pasaje, una ciudad como Bilbao, el costo del transporte es de tan solo 57 céntimos de euro en el metro, es un equivalente aproximado a algo más de 2.000 pesos colombianos al cambio en donde en la ciudad de Bogotá el pasaje de Transmilenio cuesta 3200 pesos, mucho más caro con respecto a una ciudad en un país europeo en donde el costo de vida es más alto. Lo que hace el gobierno es adoptar políticas ineficientes como el pico y placa, en donde la gente pudiente puede comprar más de un vehículo y escoger el número de la matrícula para poder salir todos los días en un vehículo distinto según el día, en vez de desestimular el uso del vehículo particular, a través del transporte público y la pegatina para transitar por zonas de bajas emisiones, algo que ha funcionado bien en España, debido a que es mucho más barato transportarse en metro, en bus, que en coche. De hecho, en Londres se cobra peaje por transitar por el centro de la ciudad, algo que obliga a las personas a movilizarse en el transporte público, pero que también debe ser ayudado de un costo accesible para todos.
Por otro lado, los sistemas de transportes durante muchos años, han estado en manos de privados en donde muchos de ellos metidos en la política, entorpecen proyectos de transportes más eficientes, como sistemas de trenes metropolitanos, a costa de sus intereses particulares. Muchas veces ciudades como Cali, Medellín quieren desarrollar proyectos de transportes, pero debido al centralismo y su lenta burocracia, se ahogan estas propuestas, en donde los políticos de Bogotá desconoce las necesidades locales y priorizan otros intereses. El transporte debería ser propiedad de los municipios, pero que dichas empresas sean autónomas para que sean eficientes y funcionales.

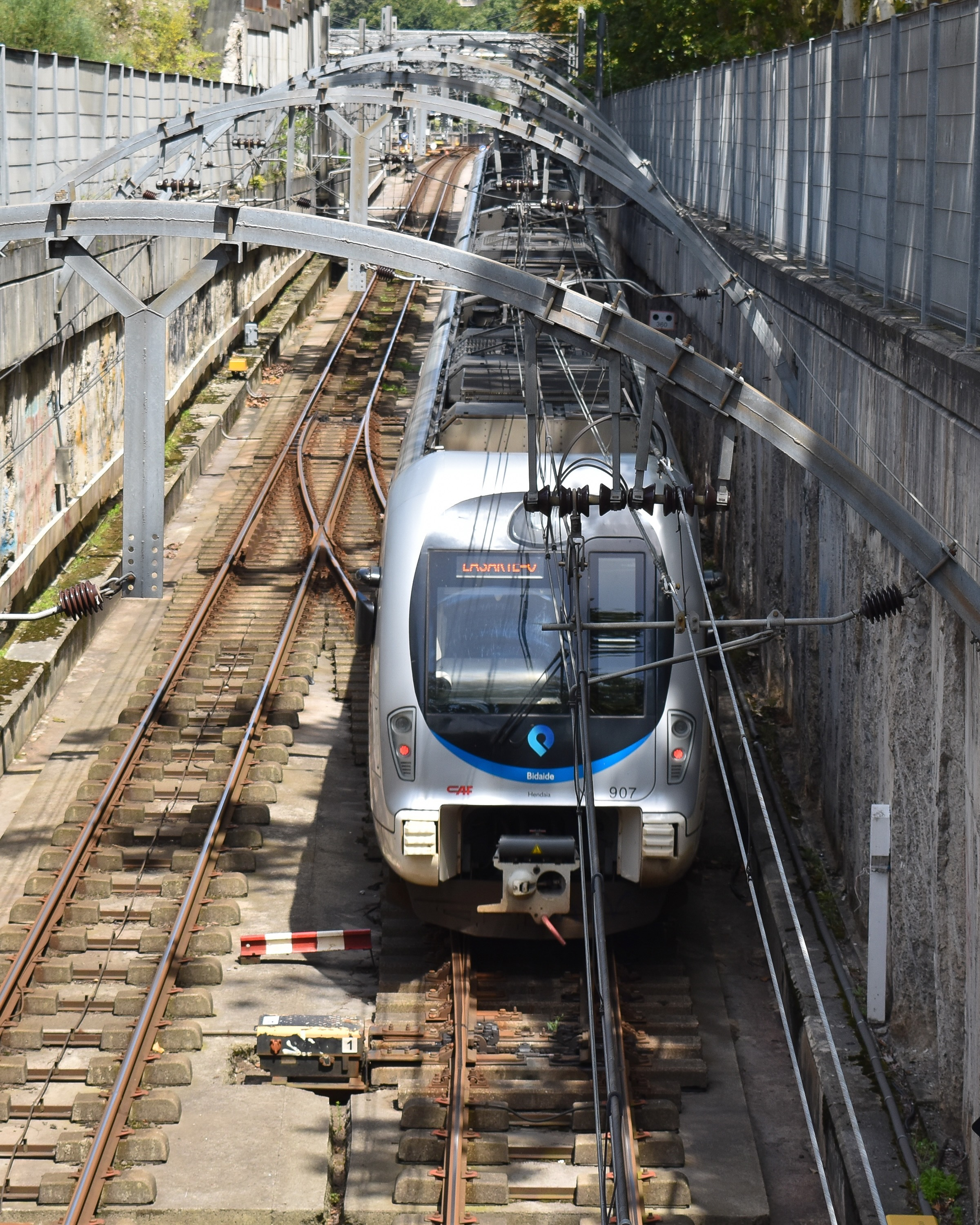
El Euskotren del País Vasco, es un ejemplo, en que se puede inspirar Colombia, en como una vía de ancho métrico de hace un siglo se puede modernizar y convertir en sistema de transporte masivo urbano y de cercanías, que agiliza el transporte y puede conectar una región, y sin incurrir en altas inversiones, comparado a construir de cero.-Vía de tren cerca a Amara, San Sebastián, Euskadi, España-.

Por último, en Colombia han priorizado el transporte de BRT (Bus de Transporte Rápido) pero debido a la demografía que es constantemente creciente y al constante desplazamiento de las personas de zonas rurales que se van a vivir a centros urbanos, este tipo de transporte se queda corto, en vez de planificar trenes de cercanías en donde se utilicen y modernicen viejas vías de tren, se construyan metros ligeros o metros pesados, en donde se puedan hacer alianzas publico-privadas con empresas extranjeras y se puedan construir este tipo de proyectos de alta inversión, pero que a largo plazo se tiene la certeza a nivel técnico y urbanístico de que estos sistemas de transporte dentro de 50 años no queden obsoletos sino que se puedan expandir.